# Monte Dajt
El monte Dajt (albanés, Dajt o Dajti) es una montaña en el centro de Albania, al este de Tirana. Su pico más alto se encuentra a 1613 m s. n. m. En invierno, la montaña está cubierta de nieve, y es un lugar popular de ocio para la población local de Tirana, que raramente ve caer la nieve. En sus laderas hay pinos, robles y hayas.

## Parque nacional Dajti
El parque nacional Dajti (en albanés, Parku Kombëtar "Dajt") se encuentra a 26 km al este de la capital y 50 km al este del aeropuerto Madre Teresa. El parque tiene una superficie de 29.384 hectáreas. Es muy frecuentado por el día y está considerado el "Balcón natural de Tirana". Además del monte Dajt, se encuentra en su interior el monte Priska (1353 m). La superficie inicial del parque se ha extendido en varias ocasiones. Es un parque con un paisaje típico de montaña, con muchas flores silvestres y numerosos mamíferos que se encuentran protegidos aquí: jabalí, lobo, zorro, liebre europea, oso pardo y gato montés. En la parte inferior de las montañas la vegetación es de arbusto con brezal, mirto y freseras. Alrededor de una altitud de 1.000 metros, domina el roble, le siguen bosques de haya con algunas coníferas. En las cumbres no hay casi vegetación. 
La montaña puede alcanzarse a través de una estrecha carretera asfaltada hasta una zona conocida como Fusha e Dajtit. Aquí hubo campamento de verano pero hoy es el lugar de muchos restaurantes. Desde esta pequeña zona hay una vista excelente de Tirana y su llanura, de ahí que este lugar se llame "balcón de Tirana". Desde junio del año 2005, los senderistas y visitantes de la mondalla pueden usar un teleférico desde los barrios orientales de Tirana a Fusha e Dajtit (el campo de Dajti) a 1050 metros de altitud. En la cumbre de Dajti hay varios transmisores de radio y televisión.
Se han encontrado en Dajti restos de la época prehistórica. También se han descubierto fortificaciones de períodos posteriores. 